# Le Défi Plus
Le Défi Plus est un journal hebdomadaire mauricien fondé en 1996.

## Histoire
Le Défi Plus est fondé en 1996 et paraît le samedi. C'est un journal d'enquêtes au format tabloïd. Le groupe se construit en quelques années.

## Description
L'hebdomadaire est diffusé à 60 000 exemplaires. Il paraît en français et créole.
D'autres titres sont : 
- Le Défi Jeunes (hebdo),
- Le Défi Sexo (mensuel),
- Le Défi Turf (hebdo) et
- Bollywood Massala (hebdo d'actualité musicale indienne).

Le Défi Plus participe à Radio Plus, une des trois radios privées de Maurice.